# Caliphruria subedentata
Caliphruria subedentata là một loài thực vật có hoa trong họ Amaryllidaceae. Loài này được Baker mô tả khoa học đầu tiên năm 1877.

## Hình ảnh

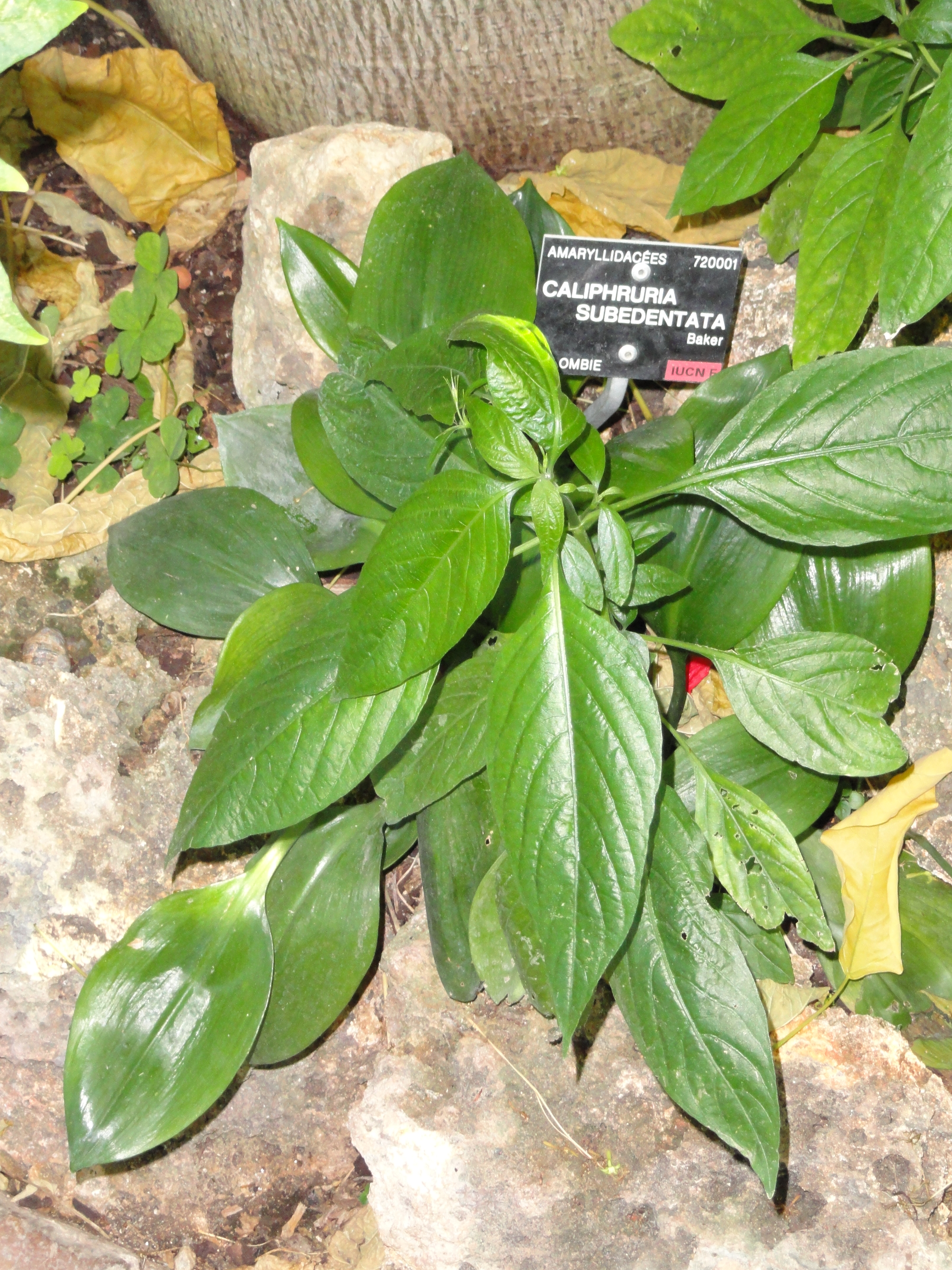
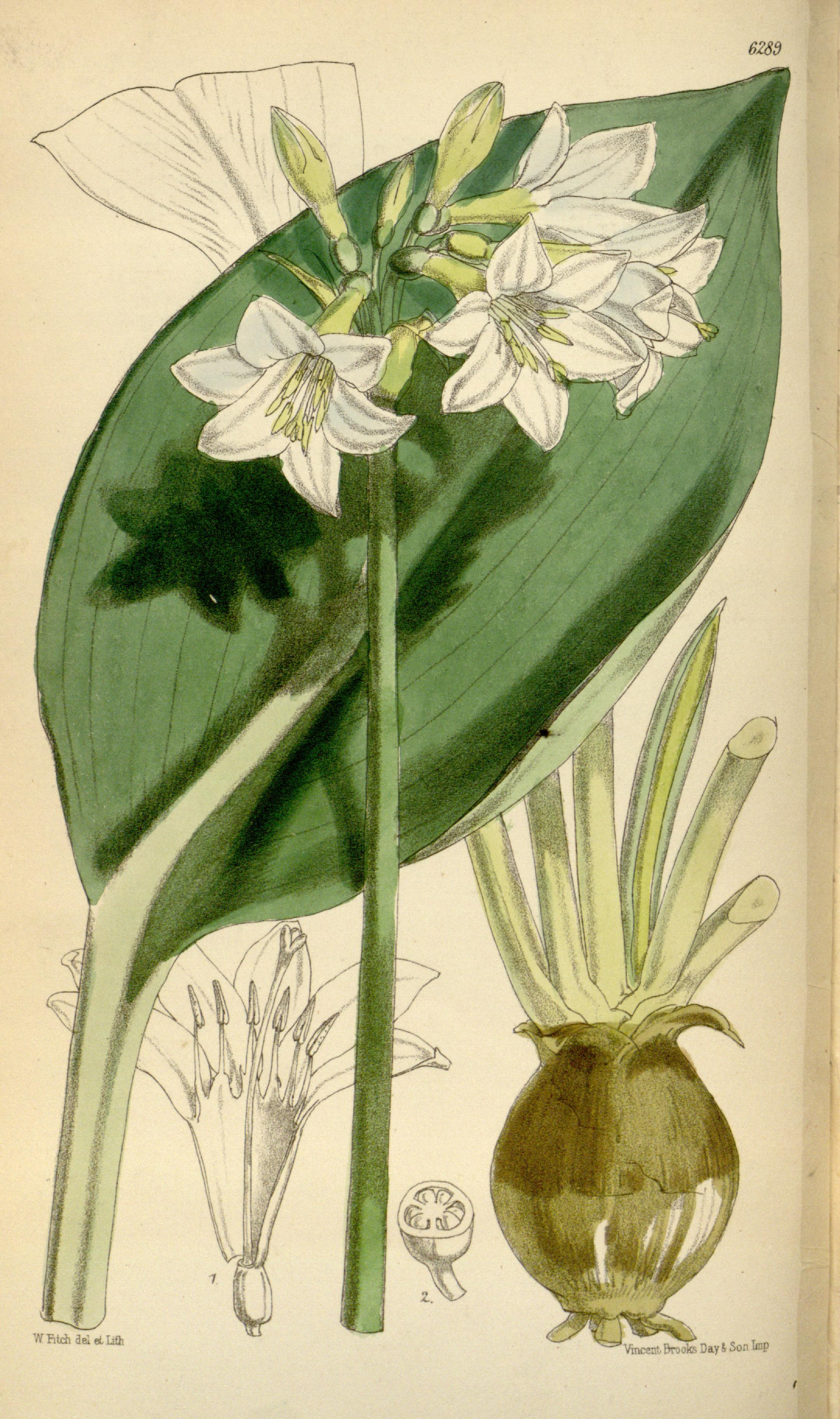